# Kristina Orbakaite
Kristina Edmundovna Orbakaite (n. 25 mai 1971, Moscova, URSS) este o actriță și interpretă de muzică ușoară rusă, artistă emerită a Rusiei (2013). Este fiica Allei Pugaciova - primadona estradei ruse.
Kristina Orbakaite a jucat în aproximativ treizeci de producții de televiziune, filme artistice și musicaluri teatrale de-a lungul carierei sale, demonstrându-și versatilitatea ca interpretă. Pe lângă realizările sale în actorie, repertoriul său muzical cuprinde peste 150 de cântece, reflectând succesul și influența sa îndelungată în industria divertismentului rusesc.

## Creativitatea

### Discografie
Albume
1. 1994 — «Верность»
2. 1996 — «Ноль часов ноль минут»
3. 1998 — «Ты»
4. 2000 — «Май»
5. 2002 — «Верь в чудеса»
6. 2003 — «Перелётная птица»
7. 2005 — «My life»
8. 2008 — «Слышишь — это я…»
9. 2011 — «Поцелуй на бис»
10. 2013 — «Маски»

Culegeri și compilații
1. 2001 — «The best»
2. 2002 — «Океан любви»
3. 2002 — «Grand. Часть 1»
4. 2006 — «Grand. Часть 2»
5. 2006 — «Лучшие песни»
6. 2009 — «The Best CD1»
7. 2010 — «The Best CD2»

Diverse
1. 1999 — «Той женщине, которая…» — live-альбом
2. 2000 — «Tango for three» — промосингл на англ. языке
3. 2001 — «Remixes» — сборник ремиксов

DVD
1. 2000 — «Концерт и лучшие видеоклипы» — концерт «Той женщине, которая…», 16 клипов, выступление в Монте-Карло
2. 2001 — «LIVE» — концерт «Это — мой мир»
3. 2005 — «My life» — одноимённый концерт
4. 2012 — «Поцелуй на бис» — одноимённый концерт, прошедший 15 апреля 2011 в Кремле
5. 2013 — «Маски» — DVD-промосингл

### Single-uri
- Сказка для двоих (08.10.2002)
- Любовь которой больше нет (10.10.2002)
- Да ди дам (20.11.2002)
- Да ди дам (15.12.2002)
- Просто любить тебя (03.04.2003)
- Свет твоей любви (28.08.2003)
- Губки бантиком (07.05.2004)
- Губки бантиком (18.05.2004)
- Губки бантиком (28.09.2004)
- Каждый день с тобой (17.01.2005)
- Ты буди меня (11.04.2005)
- Помни не забывай (24.08.2005)
- Ты ненормальный (27.10.2005)
- Ты ненормальный (02.11.2005)
- Все сначала (28.11.2005)
- Ты ненормальный (15.12.2005)

### Teatru
- 1995 — Luni, după minune (teatrul "Игроки").
- 1997-2000 — Domnișoara-țărăncuță (teatrul. M. N. Ermolova).
- 2001 — Danaia ("Teatrul de stat de estradă din Moscova").

## Recunoaștere și premii

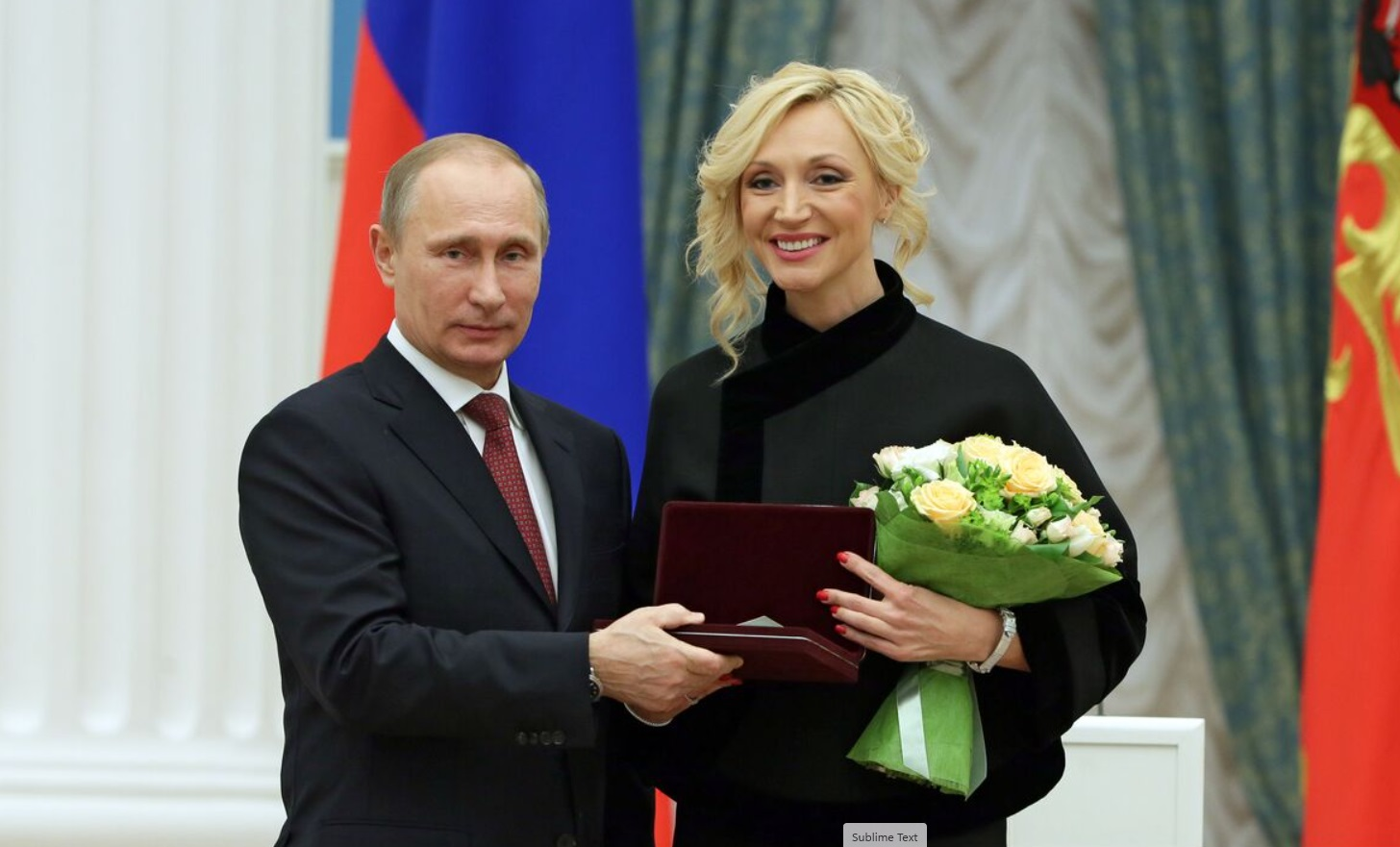
Vladimir Putin îi înmânează Kristinei Orbakaite legitimația și insigna de "Artist Emerit al Rusiei". 28 decembrie 2013.

- 1996 — Mulțumirile Președintelui Federației Ruse — pentru mare contribuție la stabilirea democrației ruse, creativă și organizată participarea la pregătirea și desfășurarea campaniei de alegeri prezidențiale a Federației Ruse din 1996
- 2013 — titlul onorific "artist Emerit al Federației Ruse" — pentru merite în domeniul artei[3].

## Legături externe
- orbakaite.ru — site-ul oficial al Kristinei Orbakaite
- Kristina Orbakaite în biblioteca "Stele" de Zilele trecute. Arhivat în 9 septembrie 2009, la Wayback Machine. Roux. Arhivat în 9 septembrie 2009, la Wayback Machine.